# Pfälzerwald
Pfälzerwald eller Pfälzer Wald i den tyske delstat Rheinland-Pfalz er det største sammenhængende skovområde i Tyskland. Området er på 177.100 ha eller 1.771 km². Pfälzerwald udgør godt en tredjedel af det samlede areal af regionen Pfalz som skoven har navn efter.

## Biosfærereservat
I 1958 blev Naturpark Pfälzerwald oprettet. Denne Naturpark blev i 1998 den tyske del af det første grænseoverskridende grenzüberschreitenden Biosfærereservat under UNESCO, med navn Biosphärenreservat Pfälzerwald-Vosges du Nord. 

## Geografi
Mod nord møder Pfälzerwald Nordpfälzer Bergland med Donnersberg (687 m); mod syd grænser det til Vogeserne i Alsace.
Mod øst går det kuperede landskab Haardt med regionens vindyrkningsområder.
Vest for Kaiserslautern begynder moseområderne i landskabet Landstuhler Bruch.

### Bjerge over 600 m
- Kalmit (673 m) ved Maikammer
- Kesselberg (663 m) ved Weyher
- Roßberg (637 m) ved Ramberg
- Hochberg (635 m) ved St. Martin
- Hohe Loog (618 m) ved Neustadt an der Weinstraße, egentlig et højdepunkt på den nordlige del af Kalmit
- Schafkopf (617 m), er sammen med Morschenberg (608 m), Rotsohlberg (607 m) og Steigerkopf/Schänzel (614 m) et sammenhængende bjergmassiv med forskellige højdepunkter
- Blättersberg (617 m) ved Weyher
- Eschkopf (609 m)
- Weißenberg (607 m) ved Hermersbergerhof
- Mosisberg (608 m), syd for Eschkopfs
- Hortenkopf (606 m) ved Hofstätten
- Taubenkopf (603 m) nedenfor Kalmit ved Maikammer

### Floder
- Speyerbach
- Queich
- Wieslauter
- Isenach
- Schwarzbach.
- Eisbach
- Pfrimm